# Radionuklid
Radionuklid, radioaktivni element ili radioizotop je nuklid kod kojeg postoji višak mase ili energije, pa stabilnost postiže radioaktivnim raspadom: alfa raspad, beta raspad (beta minus i beta plus), gama zračenje, elektronski uhvat i drugi. Nuklid je atom kemijskog elementa za koji je točno poznat ne samo redni ili atomski broj Z, već i ukupan broj nukleona (protona i neutrona) u atomskoj jezgri. Prema svojstvima jezgre, nuklidi se dijele na stabilne i nestabilne. Nestabilni nuklidi ili radionuklidi pokazuju svojstvo radioaktivnosti i njihova se količina u uzorku tijekom vremena smanjuje prema zakonitostima radioaktivnoga raspada.

## Podjela radionuklida
Preko 60 radioaktivnih elemenata ili radionuklida se može naći u prirodi i oni se mogu svrstati u tri kategorije:
- Praiskonski radionuklidi - radioaktivni elementi koji postoje od nastanka Zemlje;
- Kozmogenički radionuklidi - nastali kao posljedica kozmičkog zračenja;
- Radionuklidi nastali ljudskom aktivnošću

Radioaktivni elementi se često nazivaju radioaktivni izotopi, radionuklidi ili jednostavno nuklidi. Postoji preko 1500 različitih radioaktivnih nuklida. Oni se označavaju pomoću kemijskog simbola i atomske mase. Radionuklidi se nalaze u zraku, vodi, tlu i u nama i oni su proizvod nas i naše okoline. Svaki dan mi unosimo u svoje tijelo nuklide putem zraka kojeg dišemo, hrane koju jedemo, vode koju pijemo. Radioaktivnost nalazimo u tlu, stijenama, vodi oceana i svakoj građevini i kući. Ona je svuda. Ne postoji mjesto na zemlji gdje možemo pobjeći od prirodne radioaktivnosti. 
Prosječna ekvivalentna doza iznosi oko 3 mSv po osobi godišnje. Oko 82% od ukupne primljene apsorbirane doze uzrokuju prirodni izvori zračenja, od kojega je najveći dio od radona. Ostatak od 18% zračenja dolazi od umjetnih izvora. To su prije svega medicinske dijagnoze i tretmani.

### Praiskonski radionuklidi
Praiskonski radionuklidi postoje od postanka svijeta. Oni su dugoživući radionuklidi s vremenom poluraspada reda veličine 100 milijuna godina. Aktivnost radionuklida koji postoje dulje od 30 vremena vlastitih poluživota je nemjerljiva. Potomci i produkti raspada praiskonskih nuklida također spadaju u praiskonske nuklide. Primjeri praiskonskih radionuklida su:
- uranij-235 (vrijeme poluraspada je 7,04 x 108 godina): ima ga u prosjeku oko 0,72% od ukupne količine prirodnog uranija (u nalazištima i rudnicima uranija);[3]
- uranij-238 (vrijeme poluraspada je 4,47 x 109 godina): ima ga u prosjeku oko 99,27% od ukupne količine prirodnog uranija (u nalazištima i rudnicima uranija); ima ga 0,00005% do 0,00047% u uobičajenim vrstama stijena;
- torij-232 (vrijeme poluraspada je 1,41 x 1010 godina): ima ga od 0,00016 do 0,002% u uobičajenim vrstama stijena s uobičajenim prosjekom od 0,00107%;
- radij-226 (vrijeme poluraspada je 1,6 x 103 godina): ima ga oko 16 Bq/kg u vapnencu i 48 Bq/kg u vulkanskim stijenama;
- radon-222 (vrijeme poluraspada je 3,82 dana): to je plemeniti plin, a godišnji prosjek koncentracije u zraku 0,6 Bq/m3 do 28 Bq/m3;
- kalij-40 (vrijeme poluraspada je 1,28 x 109 godina): ima ga u tlu od 0,037 do 1,1 Bq/g. Prosječna ekvivalentna doza zbog prirodne radioaktivnosti (kalij-40, ugljik-14) ljudskog tijela je 0,40 mSv/godinu.

Neki nuklidi imaju više koraka pri raspadanju tako da od njih kroz vrijeme nastaju mnogi drugi nuklidi. Na primjeru torija vidimo vremenski slijed raspadanja, odnosno promjene nuklida jednog u drugi: Th-232 --> Ra-228 --> Ac-228 --> Th-228 --> Ra-224 --> Rn-220 --> Po-216 --> Pb-212 --> Bi-212 --> Po-212 --> Pb-208 (stabilan). Neki od takvih nuklida su: V-50, Rb-87, Cd-113, In-115, Te-123, La-138, Ce-142Ce, Nd-144, Sm-147, Gd-152, Hf-174, Lu-176, Re-187, Pt-190, Pt-192, Bi-209.

### Kozmogenički radionuklidi
Kozmičko zračenje ispunjava cijeli svemir, a potječe uglavnom izvan Sunčevog sustava. Zračenje se javlja u više oblika, od brzih teških čestica pa do visokoenergetskih fotona i miona. Na gornje slojeve atmosfere djeluju različite vrste zračenja, gdje se stvaraju kozmogenički radioaktivni nuklidi. Oni mogu biti dugoživući, ali su uglavnom kraćeg poluživota od praiskonskih nuklida. Primjeri učestalijih kozmogeničkih radionuklida su:
- ugljik-14 (vrijeme poluraspada je 5730 godina): nastaje međudjelovanjem kozmičkih zraka, a prirodna radioaktivnost je oko 0,22 Bq/g. Koristi se često u arheologiji za određivanje starosti organskih tvari metodom datiranja ugljikom-14;
- tricij ili H-3 (vrijeme poluraspada je 12,3 godina): nastaje međudjelovanjem kozmičkih zraka s dušikom i kisikom; ima ga u ručnim satovima za gledanje brojčanika po noći (beta svjetlost); prirodna radioaktivnost je oko 1,2 x 10-3 Bq/kg;
- berilij-7 (vrijeme poluraspada je 53,28 dana): nastaje međudjelovanjem kozmičkih zraka s dušikom i kisikom; prirodna radioaktivnost je oko 0,01 Bq/kg.

Postoje još mnogi kozmički radionuklidi, neki od njih su: Be-10, Al-26, Cl-36, Kr-80, Si-32, Ar-39, Na-22, S-35, Ar-37, P-33, P-32, Mg-38, Na-24, S-38, Si-31, F-18, Cl-39, Cl-38, Cl-34m (oznaka m je za metastabilno stanje).

### Radionuklidi nastali ljudskim djelovanjem
Ljudi koriste radioaktivnost oko stotinu godina i kroz to vrijeme neki radionuklidi su nastali ljudskim djelovanjem. Količine takvih nuklida su manje nego količine kozmogeničkih radionuklida. Oni obično imaju kraće vrijeme poluraspada od praiskonskih i kozmogeničkih nuklida. Zabranom testiranja nuklearnog oružja iznad površine zemlje, zabilježen je pad tako nastalih radionuklida. Evo nekih od nuklida koji su nastali ljudskim djelovanjem:
- tricij ili H-3 (vrijeme poluraspada je 12,3 godina): nastao testiranjem oružja i u nuklearnim reaktorima; nastao proizvodnjom nuklearnog oružja;
- jod-131 (vrijeme poluraspada je 8,04 dana): produkt nuklearne fisije u reaktorima i testiranju oružja; medicinsko liječenje bolesti štitne žlijezde;
- jod-129 (vrijeme poluraspada je 1,57 x 107 godina): produkt nuklearne fisije u reaktorima i testiranju oružja;
- cezij-137 (vrijeme poluraspada je 30,17 godina): produkt nuklearne fisije u reaktorima i testiranju oružja;
- stroncij-90 (vrijeme poluraspada je 28,78 godina): produkt nuklearne fisije u reaktorima i testiranju oružja;
- tehnecij-99m (vrijeme poluraspada je 6,03 sati): produkt raspada Mo-99, koristi se u dijagnostičke svrhe (radiologija – nuklearna medicina);
- tehnecij-99 (vrijeme poluraspada je 2,11 x 105 godina): produkt raspada tehnecija-99m
- plutonij-239 (vrijeme poluraspada je 2,41 x 104 godina): nastaje neutronskim bombardiranjem uranija-238 ((U-238 + n--> U-239--> Np-239 +ß--> Pu-239+ß)

## Popis dostupnih radionuklida na tržištu

### Za dobivanje samo gama zračenja
| Radionuklid  | Radioaktivnost | Vrijeme poluraspada | Energija (KeV)       |
| ------------ | -------------- | ------------------- | -------------------- |
| Barij-133    | 1 μCi          | 10,7 godina         | 81,0, 356,0          |
| Kadmij-109   | 1 μCi          | 453 dana            | 88,0                 |
| Kobalt-57    | 1 μCi          | 270 dana            | 122,1                |
| Kobalt-60    | 1 μCi          | 5,27 godina         | 1173,2, 1332,5       |
| Europij-152  | 1 μCi          | 13,5 godina         | 121,8, 344,3, 1408,0 |
| Mangan-54    | 1 μCi          | 312 dana            | 834,8                |
| Natrij-22    | 1 μCi          | 2,6 godina          | 511,0, 1274,5        |
| Cink-65      | 1 μCi          | 244 dana            | 511,0, 1115,5        |
| Tehnecij-99m | 1 μCi          | 6,01 sati           | 140                  |

### Za dobivanje samo beta-čestica
| Radionuklid | Radioaktivnost | Vrijeme poluraspada | Energija (KeV)   |
| ----------- | -------------- | ------------------- | ---------------- |
| Stroncij-90 | 0,1 μCi        | 28,5 godina         | 546,0            |
| Talij-204   | 1 μCi          | 3,78 godina         | 763,4            |
| Ugljik-14   | 10 μCi         | 5730 godina         | 49,5 (prosječno) |

### Za dobivanje samo alfa-čestica
| Radionuklid | Radioaktivnost | Vrijeme poluraspada | Energija (KeV) |
| ----------- | -------------- | ------------------- | -------------- |
| Polonij-210 | 0,1 μCi        | 138 dana            | 5304,5         |

### Za dobivanje više različitih elementarnih čestica ionizirajućeg zračenja
| Radionuklid | Radioaktivnost | Vrijeme poluraspada | Energija (KeV)     |                               |
| ----------- | -------------- | ------------------- | ------------------ | ----------------------------- |
| Cezij-137   | 1, 5, 10 μCi   | 30,1 godina         | Gama i beta raspad | G: 32, 661,6 B: 511,6, 1173,2 |